# Усть-Лип'янка (заказник)
Усть-Лип'я́нка — ландшафтний заказник місцевого значення в Україні. Розташований у межах Машівського району Полтавської області, біля сіл Усть-Лип'янка і Коновалівка.
Площа 1278,3 га. Статус надано згідно з рішенням облради від 27.10.1994 року рішенням облради від 14.01.2002 року. Перебуває у віданні: ДП «Новосанжарський лісгосп» — 149 га (Карлівське л-во, кв. 65-68), Коновалівська с/р — 1051 га, Павлівська с/р — 78,3 га.
Статус надано для збереження засолених лучно-болотних природних комплексів у пригирловій частині річки Лип'янки і частини правобережжя річки Оріль із місцями зростання солелюбних рослин.
Тут зростають регіонально рідкісний хартолепіс середній та типові лучні рослини: волошка лучна, родовик лікарський, цикорій, герань лучна, дрік красильний, вовчуг польовий, алтея лікарська, костриця східна, осот їстівний, конюшина суницевидна, чихавка верболиста, кермек південнобузький, подорожник тонкоколосий та подорожник Корнута.

Біля річки тягнеться смуга середньовікового лісу, де зростають дуб звичайний, клен татарський та вільха чорна. У трав'яному покриві переважають осока гостра, молочай болотяний, плакун верболистий. По берегах ростуть очерет звичайний, рогіз вузьколистий та широколистий, лепешняк великий. На водному плесі трапляється сальвінія плаваюча, занесена до Червоної книги України. 

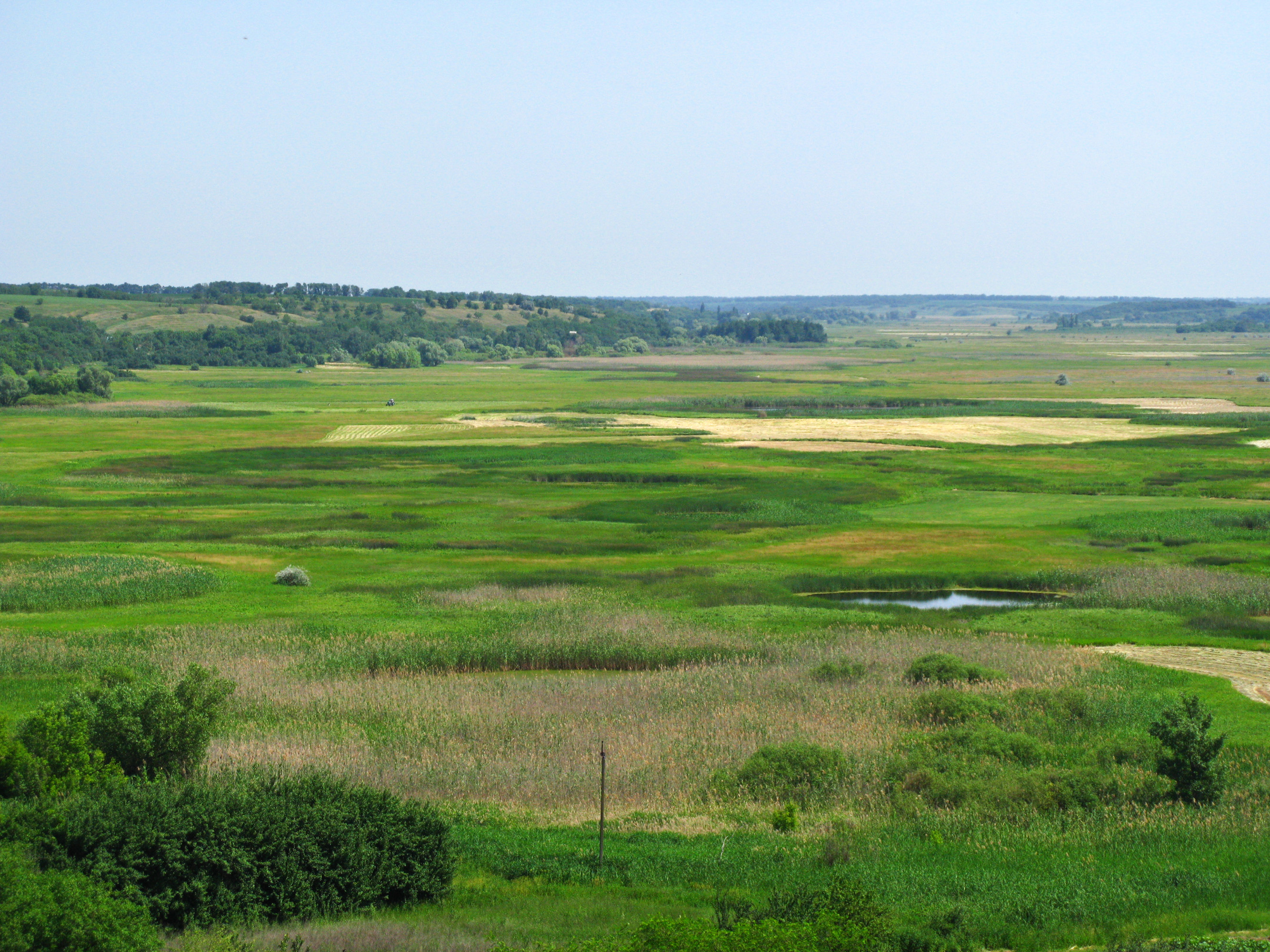
Заплава річки Лип'янки